# Херманс, Вик
Вик Херманс (нидерл. Vic Hermans; 17 марта 1953, Маастрихт) — нидерландский футболист и игрок в мини-футбол, после завершения карьеры — мини-футбольный тренер. 
Известен выступлениями за сборную Нидерландов по мини-футболу, активную тренерскую работу и пропаганду мини-футбола. Ныне возглавляет сборную Мальты по мини-футболу.

## Биография
Вик Херманс начинал свою карьеру в футболе, однако затем увлёкся мини-футболом и на протяжении двадцати трёх лет являлся мини-футбольным игроком. Он пять раз становился чемпионом страны, а в составе сборной Нидерландов принял участие в трёх чемпионатах мира — двух под эгидой FIFUSA (в 1985 и 1987 году) и первом официальном Чемпионате мира по мини-футболу под эгидой FIFA в 1989 году, где голландцы выиграли серебро.
Именно дубль Херманса в ворота сборной США вывел сборную Нидерландов в финал турнира. Всего Вик отличился на мундиале шесть раз и был признан по его итогам лучшим игроком турнира. По сей день он является единственным небразильцем, удостоенным этой награды.
Завершив игровую карьеру, Херманс перешёл на тренерскую работу. Возглавляя сборные Гонконга и Малайзии, он принял участие в финальных стадиях чемпионатов мира 1992 и 1996 года соответственно, а в качестве главного тренера сборной Ирана он выиграл чемпионат Азии 2001 года.
После этого Херманс девять лет возглавлял сборную Нидерландов, заметно угасшую со времён его выступлений. Тем не менее, он вывел голландцев в финальную стадию ЧЕ-2005, что было большим успехом для той команды.
С 2009 года Херманс возглавляет сборную Мальты.

## Достижения
Игровая карьера
- Серебряный призёр чемпионата мира по мини-футболу 1989
- Пятикратный чемпион Нидерландов по мини-футболу

Личные достижения
- Лучший игрок Чемпионата мира по мини-футболу 1989

Тренерская карьера
- Чемпион Азии по мини-футболу 2001